# メイコン (ジョージア州)
メイコン（英: Macon、発音: [ˈmeɪkən/]、メコンと表記されることもある）は、アメリカ合衆国ジョージア州の中央部にある都市である。人口は15万7346人（2020年）。アトランタの南136キロメートルに位置している。メイコンとビッブ郡は2014年に統合しており、同一である。メイコン＝ワーナーロビンズ＝フォートバレー結合統計上都市圏には13の郡が含まれている。
地域でも大きな雇用主であるロビンス空軍基地は南方のワーナーロビンズにある。この地域には高等教育施設が幾つかあり、他に多くの博物館や観光地がある。空港はミドルジョージア地域空港とハーバート・スマート・ダウンタウン空港がある。

## 歴史
メイコンは、クリーク族インディアンとその先祖が、ヨーロッパ人の到着の12,000年前から地盤としたオクマルギ・オールドフィールドの地にある。メイコン周辺の平原と林、および現在オクマルギ国立記念公園となっている所はクリーク族によって耕され、クリーク族は寺院や今日でも残っている埋葬用のマウンドを建てた。
メイコンが市として設立される前に、ベンジャミン・ホーキンス砦があった。クリーク族がオクマルギ川から東の土地を移譲した後、トーマス・ジェファーソン大統領は1806年に新しい開拓地を守るためにオクマルギ川の瀑布線上に砦の建設を命令し、米英戦争（1812年-1815年）や1813年のクリーク戦争のときはそこが主要な軍隊の出発点となった。その後の砦は何年間か交易基地となっていたが、使われなくなり焼却された。しかし、現在では復元された砦がメイコン東の丘の上に立っている。このころまでに多くの開拓者が既に地域内に入り始めており、後にホーキンス砦は「ニュータウン」と改名された。1822年にビッブ郡が設立された後、1823年にメイコン市がその郡庁所在地として認められ、公式にメイコンと名付けられた。この名前は、初期開拓者の多くがノースカロライナ州の出身だったために、ノースカロライナ州の政治家ナサニエル・メイコンの栄誉を称えたものだった。メイコン市の都市計画者達は「公園の中の都市」を思い描き、広い通りと公園のある都市作りに取り掛かった。セントラルシティ公園には250エーカー (1 km2) の土地が宛てられ、市民は家屋前には木陰を作る樹木を植えるよう条例で求められた。
メイコン市の場所はオクマルギ川に沿っており、綿花がメイコンの初期経済における主力商品になったので繁栄していった。綿花運搬船、駅馬車、そして後の1843年には鉄道がメイコンに経済的繁栄をもたらした。1836年、世界最古の女子大であるウェスリアン大学がメイコン市に設立された。1855年、ジョージア州の州都を決める住民投票が行われたが、メイコンは3,802票を得ただけで最下位となった。
南北戦争の間、メイコンは南軍の公式武器庫として機能した。メイコンにあったキャンプ・オグルソープは当初捕虜にした士官と兵卒両方の収容所として使われたが、後に士官のみの施設となり、1時期に最大2,300人を収容した。このキャンプは1864年に撤廃された。
メイコン市役所は1864年に一時的州議会議事堂として使われることになり、さらに負傷者のための病院としても使われた。しかし、メイコンはウィリアム・シャーマン将軍による海への進軍の影響を受けなかった。近くの州都ミレッジビルが襲われたので、メイコン市民は襲撃に備えていた。しかしシャーマン将軍は南軍が統合した攻撃の準備をしていることを恐れ、メイコン市を迂回した。レコンストラクションの時代から20世紀に入るまで、メイコン市はジョージア州中部で繁栄する町に成長し、州全体の交通中継点としても機能し始めた。
1994年、熱帯暴風雨アルベルトが24インチ (610 mm) の雨を降らせてフロリダ州では地滑りを起こし、ジョージア州では全体が洪水となった。メイコン市は洪水被害が最悪の都市となった。
2008年5月13日、改良藤田スケール2等級の竜巻が襲った。ビッブ郡とその周辺の郡は州と連邦政府から災害地域に指定された。
メイコン市は女性の殺人者アンジェット・ライルズの出身地として有名であり、また斧の殺人者とされるトマス・ウールフォークもここの出身である。

## 地理
メイコン市はオーガスタとコロンバスと並んでジョージア州の瀑布線上にある3都市の1つである。瀑布線はピードモント台地の丘陵性の土地が海岸平原の平らな土地と出会うところにある。このためにメイコンの北はうねりのある丘陵であり、南は平面という変化に富んだ景色がある。瀑布線があることでこの地域の川は海面に向かって流速を増すことになり、過去には繊維工場を造るための理想的な場所であった。オクマルギ川はメイコン市内を抜ける主要河川である。
メイコン市は北緯32度50分05秒 西経83度39分06秒 / 北緯32.834839度 西経83.651672度に位置する。
アメリカ合衆国国勢調査局による報告では、2014年の市郡統合前の市域面積は56.3平方マイル (145.7 km2)、このうち陸地がほとんどを占め55.5平方マイル (144.5 km2) であり、水域は0.5平方マイル (1.2 km2)、水域率は0.82%だった。
メイコン市の標高は381フィート (116 m) である。

## 気候
メイコン市は湿潤で亜熱帯性気候に近い温度となる。夏にはしばしば華氏90度（摂氏32度）台まで上がり、冬には華氏40度（摂氏4度）台半ばまで下がる。平均年間降水量は45インチ (1140 mm)である。アメリカ南東部では毎年降雪がある北部と、通常毎年は降雪が無いか全く降らないという地域とを分ける「自然降雪線」があり、メイコン市はこの線の上にあると考えられている。
| Macon, Georgiaの気候                 | Macon, Georgiaの気候 | Macon, Georgiaの気候 | Macon, Georgiaの気候 | Macon, Georgiaの気候 | Macon, Georgiaの気候 | Macon, Georgiaの気候 | Macon, Georgiaの気候 | Macon, Georgiaの気候 | Macon, Georgiaの気候 | Macon, Georgiaの気候 | Macon, Georgiaの気候 | Macon, Georgiaの気候 | Macon, Georgiaの気候 |
| 月                                   | 1月                  | 2月                  | 3月                  | 4月                  | 5月                  | 6月                  | 7月                  | 8月                  | 9月                  | 10月                 | 11月                 | 12月                 | 年                   |
| ------------------------------------ | -------------------- | -------------------- | -------------------- | -------------------- | -------------------- | -------------------- | -------------------- | -------------------- | -------------------- | -------------------- | -------------------- | -------------------- | -------------------- |
| 最高気温記録 °C （°F）               | 29 (84)              | 29 (85)              | 35 (95)              | 36 (96)              | 37 (99)              | 41 (106)             | 42 (108)             | 41 (105)             | 39 (102)             | 38 (100)             | 31 (88)              | 28 (82)              | 42 (108)             |
| 平均最高気温 °C （°F）               | 13.7 (56.6)          | 16.1 (60.9)          | 20.3 (68.5)          | 24.4 (75.9)          | 28.6 (83.4)          | 31.9 (89.5)          | 33.2 (91.8)          | 32.5 (90.5)          | 29.7 (85.4)          | 24.9 (76.8)          | 19.9 (67.8)          | 15.1 (59.2)          | 24.19 (75.52)        |
| 平均最低気温 °C （°F）               | 1.4 (34.5)           | 2.8 (37.0)           | 6.6 (43.8)           | 9.7 (49.5)           | 14.8 (58.6)          | 19.2 (66.6)          | 21.4 (70.5)          | 20.8 (69.5)          | 17.6 (63.7)          | 10.6 (51.1)          | 5.8 (42.5)           | 2.4 (36.3)           | 11.09 (51.97)        |
| 最低気温記録 °C （°F）               | −21 (−6)             | −13 (9)              | −10 (14)             | −2 (29)              | 4 (40)               | 8 (46)               | 12 (54)              | 13 (55)              | 2 (35)               | −3 (26)              | −12 (10)             | −15 (5)              | −21 (−6)             |
| 降水量 cm （inch）                   | 130 (5)              | 115.6 (4.55)         | 124.5 (4.90)         | 79.8 (3.14)          | 75.7 (2.98)          | 89.9 (3.54)          | 109.7 (4.32)         | 96.3 (3.79)          | 82.8 (3.26)          | 60.2 (2.37)          | 81.8 (3.22)          | 99.8 (3.93)          | 1,146.1 (45)         |
| 出典：USTravelWeather.com 2007-10-03 |                      |                      |                      |                      |                      |                      |                      |                      |                      |                      |                      |                      |                      |

## 人口動態

メイコン＝ワーナー・ロビンス＝フォートバレー結合統計上都市圏
メイコン統計上都市圏
ワーナー・ロビンス統計上都市圏
フォートバレー統計上都市圏

メイコン市はメイコン＝ワーナー・ロビンス＝フォートバレー結合統計上都市圏、および同結合統計上都市圏で最大の都市である。結合統計上都市圏には、メイコン都市圏（ビッブ郡、クロウフォード郡、ジョーンズ郡、モンロー郡、およびトウィッグス郡）、ワーナー・ロビンス都市圏（ヒューストン郡）、およびフォートバレー都市圏（ピーチ郡）が含まれる。結合統計上都市圏の人口は2000年国勢調査で346,801人である。
以下は2000年国勢調査による人口統計データである。
| 基礎データ - 人口: 97,255人 - 世帯数: 38,444世帯 - 家族数: 24,219家族 - 人口密度: 672.9人/km2（1,742.8人/mi2） - 住居数: 44,341軒 - 住居密度: 306.8軒/km2（794.6/mi2） 人種別人口構成 - 白人: 35.46% - アフリカン・アメリカン: 62.45% - ネイティブ・アメリカン: 0.19% - アジア人:0.65% - 太平洋諸島系: 0.03% - その他の人種: 0.46% - 混血: 0.77% - ヒスパニック・ラテン系: 1.20% 年齢別人口構成 - 18歳未満: 26.9% - 18-24歳: 11.3% - 25-44歳: 27.5% - 45-64歳: 20.0% - 65歳以上: 14.3% - 年齢の中央値: 34歳 - 性比（女性100人あたり男性の人口） - 総人口: 79.7 - 18歳以上: 72.8 | 世帯と家族（対世帯数） - 18歳未満の子供がいる: 30.1% - 結婚・同居している夫婦: 33.0% - 未婚・離婚・死別女性が世帯主: 25.7% - 非家族世帯: 37.0% - 単身世帯: 31.7% - 65歳以上の老人1人暮らし: 12.1% - 平均構成人数 - 世帯: 2.44人 - 家族: 3.08人 収入と家計 - 収入の中央値 - 世帯: 27,405米ドル - 家族: 33,699米ドル - 性別 - 男性: 29,950米ドル - 女性: 22,865米ドル - 人口1人あたり収入: 16,082米ドル - 貧困線以下 - 対人口: 25.5% - 対家族数: 21.6% - 18歳以下:37.7% - 65歳以上: 16.0% |

## 文化

### 音楽の伝統
メイコン生まれの者はアメリカ合衆国の音楽に大きな影響を与えてきた。楽器カズーは1840年代にメイコン市で発明された。オールマン・ブラザーズ・バンド、ランディ・クロフォード、マーク・ハード、ルシル・ヘガミン、レナ・ホーン、オーティス・レディング、リトル・リチャードおよびR.E.M.のマイク・ミルズとビル・ベリー、さらに最近の名前ではヴァイオリン奏者のロバート・マクダフィー、ラッパーのヤング・ジージーおよびカントリー・ミュージックのジェイソン・アルディーンといった音楽家達がメイコンで生まれたか、本拠にしている。ラッパーのジョディ・ブリーズ（ヒップホップ・グループのBoyz N Da Hood4人の1人、現在P・ディディーのバッドボーイ・エンタテイメントと契約した）はメイコンの自動車ショーで見出された。メイコンのアラン・ウォルデンがマネジするオールターナティブ・ロックのバンド、セプテンバー・ヘイズメイコンの550ブルースクラブで発見された。メイコン生まれのフィル・ウォルデンと短期間だがアラン・ウォルデンが運営するカプリコーン・レコードは1960年代遅くと1970年代にメイコン市をサザン・ロック・ミュージックの中心地とした。
この音楽的伝統の結果もあって、メイコンはジョージア音楽の殿堂所在地になった。 州内からの音楽家たちがこの殿堂で表彰されており、建物内にはジョージアの音楽史を現す展示がある。
2007年、メイコン交響楽団がメイコン市中心街にあるグランド・オペラハウスで公演し、また青年交響楽団である中部ジョージア・コンサート・バンドなど地元大学と関連性のある集団も演奏を行った。

### 催し

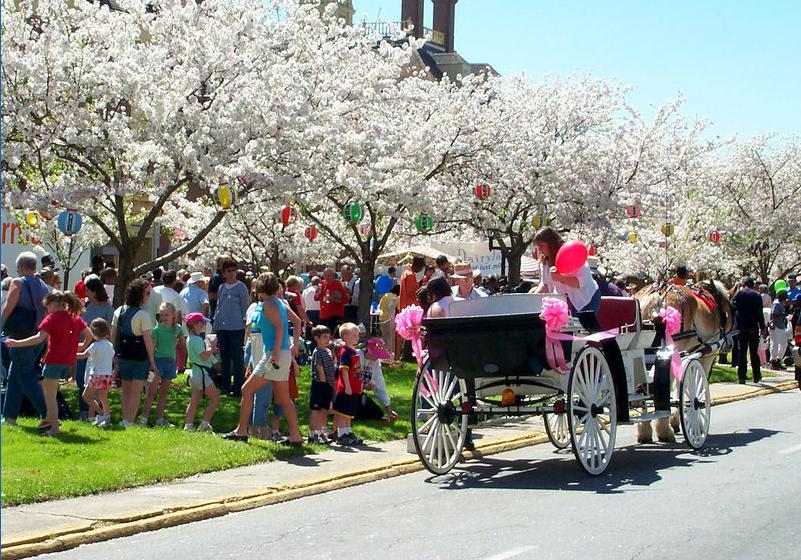
桜花フェスティバル

- 国際桜花フェスティバル、メイコンは「世界の桜花の首都」と自称してきた。30万本以上のソメイヨシノの木があり、世界のどの都市よりも多い。毎年3月半ば、桜が満開の頃に、コンサート、食の祭り、芸術と工芸品のショー、パレード、露天市、ピクニック、ダンス、および世界中の芸術家の展示会などで10日間の祭りが行われる。市内は祭りの象徴色である桜の色のピンク一色に染まる。この祭りはメイコンでも最大で最も良く知られている催しである。2007年、南部でも20傑、アメリカ合衆国では50傑、北アメリカでは100傑に入る祭りとされた。
- ファーストナイト・メイコン、大晦日の夜にメイコンで開催される家族向け芸術祭である。これまでは、市内中心街の様々な会場や画廊でコンサート、ダンス、芸術ショーおよび劇公演が行われ、夜半の花火でグランドフィナーレになる。
- パン・アフリカン・フェスティバル、メイコン市はアフリカ系アメリカ人の文化遺産を祝っている。4月にパン・アフリカン・フェスティバルが開催され、パレード、アフリカとカリブ海の音楽公演、アフリカのダンス、映画、食の祭り、文化ショーおよび展示が行われる。
- オクマルギ・インディアン祭り、メイコンにいた先住民族の遺産を祝うものであり、オクマルギ国立記念公園で毎年9月に開催される。チェロキー族、チカソー族、チョクトー族、クリーク族、セミノール族などの子孫代表が参加して物語り、民族芸術の展示、ダンスおよび音楽生演奏を楽しむ。
- ジョージア州フェスティバル、毎年9月下旬からセントラルシティ公園で開催される。
- ジョージア音楽の殿堂では9月にジョージア音楽週間を開催する。この博物館の無料のブラウン・バッグ・ブーギーのコンサートシリーズの間、州内からの音楽家が正午に戸外で演奏する。この祭りにはアトランタで開催される毎年のジョージア音楽の殿堂賞授賞式も含まれる。
- メイコンで毎年開催されるブラッグ・ジャム・フェスティバルでは、オクマルギ遺産の道に沿った芸術と子供のフェスティバルや、地元と全国の音楽活動を見せる夜のパブ・クロールがある。この催しでは自動車事故で亡くなったブラックスとテイラーのブラッグ兄弟に対する追悼も行う。収益はオクマルギ遺産の道のために使われる。

### 見どころ
- オクマルギ国立記念公園はメイコン市中心街近くに位置する。1000年前のミシシッピ文化時代に先住民によって作られた、ジョージア州では最大のマウンドを幾つか保存している。この公園には螺旋マウンド、葬送マウンド、寺院マウンド、埋葬マウンド、土製の小屋があり、儀式用に使われた小さな場所もある。
- ローズヒル墓地はメイコンでも最古の墓地である。オールマン・ブラザーズ・バンドのデュアン・オールマンとベリー・オークリーの2人が埋葬されている。また南北戦争の兵士も多く埋葬されている。
- タブマン・アフリカ系アメリカ人博物館、ジョージア州では最大のアフリカ系アメリカ人博物館。入館者は毎年減っており、納税者の金で維持されている[14]。
- ワッデル・バーンズ植物園
- ヘイ・ハウス、ジョンストン・フェルトン・ヘイ・ハウスとも呼ばれ、「南部の宮殿」と言われてきた。
- シドニー・ラニエのコテージ、詩人シドニー・ラニエの歴史ある住まい[15]
- ニール・リード・フェデレイテド・ガーデン・クラブセンター
- キャノンボール・ハウスと南北戦争博物館
- ウッドラフ・ハウス
- グランド・オペラハウス、メイコン交響楽団の本拠地
- 芸術科学博物館およびプラネタリウム
- ジョージア州スポーツの殿堂
- マーサー大学
- フォート・ホウキンス、メイコン市民とオクマルギ川沿いの様々なインディアン種族との緩衝として使われて軍事基地
- メイコン市役所、南北戦争の一時期、州議会議事堂となった。
- メイコン市公会堂、世界でも最大の銅製ドーム
- メイコン小劇場、1934年設立、地域で最古のコミュニティ劇場、シーズンに7つの劇またはミュージカルを行う
- メイコン終着駅
- ウェスリアン大学、世界で初の認可女子大学
- ジョージア子供博物館[16]、中心街博物館地区の5階建ての対話型教育施設
- オクマルギ遺産の道、メイコン市中心街にあるオクマルギ川に沿った公園緑地、広場、および史跡
- キャノンボール・ハウス、歴史史跡[17]
- ジョージア州音楽の殿堂[18]

## メディア

### 新聞
「ザ・テレグラフ」はメイコンで主要な日刊紙である。

### 雑誌
- アラウンド・タウン・メイコンとアラウンド・タウン・ワーナー・ロビンス/ペリー、月刊のコミュニティ雑誌
- M・フッド & カルチャー、食事と娯楽の雑誌
- 11thアワー
- メイコン・マガジン、隔月刊雑誌
- アドレス・メイコン、ビジネス雑誌、隔月刊[19]

### テレビ局
チャンネル、局略号、系列の順に並べる
- 03 WBMN - CW （ケーブルテレビのみ）
- 13 WMAZ - CBS
- 24 WGXA - FOX
- 29 WMUM-TV - PBS
- 31 WDMA-CA - Daystar
- 41 WMGT-TV - NBC/MyNetworkTV
- 45 WGNM - Christian Television Network
- 50 W50DA - TBN
- 55 WSST-TV - 独立放送局 (Cordele, Georgia)
- 58 WPGA-TV - ABC

### ラジオ局
局略号、周波数、所在地の順に並べる

#### FM
- WBKG 88.9 - メイコン（宗教）
- WMUM-FM 89.7 - メイコン（ジョージア公共放送／国有公共ラジオ）
- WLZN 92.3 - メイコン（都市ヒップポップ - "Blazin' 92.3"）
- WPEZ 93.7 - メイコン(Z93.7)
- WMGB 95.1 ("B95.1") - メイコン
- WPCH (FM) 96.5 - メイコン（オールディーズ/成人時事 - "The New Peach" - 同時放送）
- WDXQ 96.7 - コクラン（クラシック・ヒッツ - "96Q"）
- WSSY 98.3 - パインハースト/ホーキンスビル/ワーナー・ロビンス（オールディーズ - "Qwixie 98.3"）
- WDEN 99.1 - メイコン（カントリー）
- WNNG-FM 99.9 - ウナディラ/ワーナー・ロビンス(AC - "Sunny 99.9FM")
- WMGZ 97.7 FM - メイコン
- WIBB-FM 97.9 - メイコン（都市 - ヒップポップ "97.9 WIBB"）
- WPGA-FM 100.9 - メイコン（ミックス "100.9"）
- WRBV 101.7 - メイコン（都市 AC - "V101.7"）
- WZCH 102.5 - ワーナー・ロビンス（オールディーズ/成人時事 - "The New Peach"）
- WQXZ 103.9 - ホーキンスビル/ワーナー・ロビンス（ニューズ/トーク - "103-9 The Patriot"）
- WIFN 105.5 - メイコン(105.5 "The Fan") スポーツ
- WQBZ 106.3 - メイコン（ザ・ロック・ステーション "Q106"）
- WFXM 107.1 - メイコン（ヒップホップ & R&B "Power 107"）

#### AM
- WMVG AM - メイコン
- WCEH 610 AM - ホーキンスビル（カントリー - リアル・カントリー 610）
- WBML 900 AM - メイコン（宗教）
- WMAC 940 AM - メイコン（トーク）
- WPGA 980 AM - メイコン（トーク）
- WDDO 1240 AM - メイコン（ゴスペル）
- WIBB 1280 AM - メイコン（トーク）
- WNNG 1350 AM - ワーナー・ロビンス（ニューズ、トーク）
- WNEX 1400 AM - メイコン（ニューズ、トーク）
- WDCO 1400 AM - コクラン（ゴスペル - "Solid Gospel 1440"）
- WAYS 1500 AM - メイコン（オールディーズ）
- WVVM 1670 AM - メイコン（地域、メキシカン - "VIVA 1670"）

## 主要な催し場

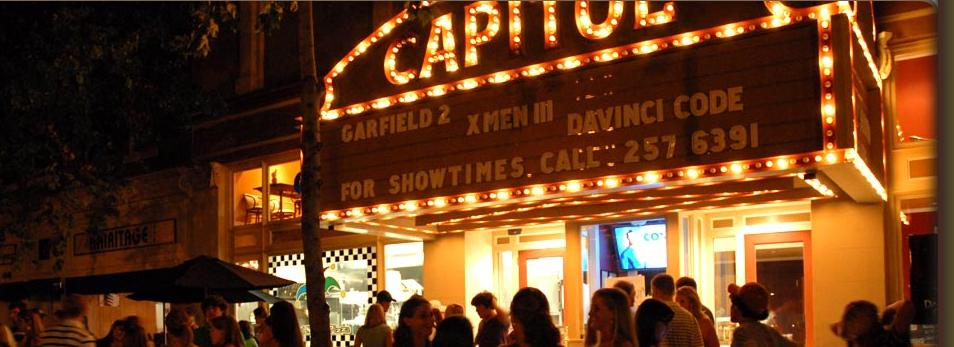
コックス・キャピトル劇場

- アル・サイハー・シュライン公園
- ヘンダーソン・スタジアム
- セントラルシティ公園
- ルーサー・ウィリアムス・フィールド
- メイコン・コロシアム
- メイコン市公会堂
- コックス・キャピトル劇場
- メイコン小劇場
- ダグラス劇場
- グランド・オペラハウス
- ユニバーシティ・センター
- シアター・メイコン
- アロウヘッド公園
- メイコン・ベニュー・プロジェクト

## 教育

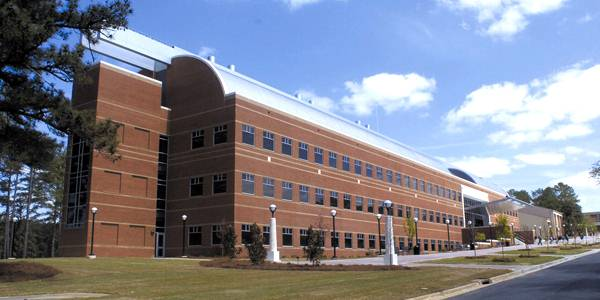
メイコン州立大学

### カレッジと大学
メイコンには約3万人の大学生がおり、ジョージア州内でもアセンズとアトランタに次いで多く、大学の町と考えられている。マーサー大学、メイコン州立大学、およびウェスリアン大学は最大級の「伝統的」学生数を誇っている。
- 中央ジョージア工業カレッジ
- フォート・バレー州立大学、主キャンパスはフォート・バレーにある
- ジョージア・カレッジおよび州立大学、主キャンパスはミレッジビルにある
- メイコン州立大学
- マーサー大学
- ウェスリアン大学
- トロイ大学、主キャンパスはアラバマ州トロイにある

### 公立高校
- セントラル高校
- ハワード高校
- ハッチングス高校
- ノースイースト・マグネット高校
- ラトランド高校
- サウスウェスト・マグネット高校
- ウェストサイド高校

### 私立高校
- セントラル・フェローシップ・クリスチャン・アカデミー
- ファースト・プレスビテリアン・デイスクール
- マウント・ド・サール・アカデミー
- ストラットフォード・アカデミー
- タットノール・スクエア・アカデミー
- トウィッグス・アカデミー
- ウィンザー・アカデミー

### 特殊学校
- バトラー
- エラム・アレクサンダー
- ジョージア盲学校
- ニール
- ティーン・ペアレント・センター
- ルネッサンス

## 病院
- 中央ジョージア・リハビリテーション病院
- コロシアム医療センター
- コロシアム・ノースサイド病院
- 中央ジョージア医療センター

## 交通

### 航空
ミドルジョージア地域空港はメイコンへの公共航空便の用に供し、貨物便も飛んできている。この空港は中心街から9マイル (14 km) 南に位置する。ハーバート・スマート・ダウンタウン空港もメイコンへの航空便の用に供している。

### 地上交通

#### 州間高速道路
- 州間高速道路16号線
- 州間高速道路75号線
- 州間高速道路475号線

#### アメリカ国道
- アメリカ国道23号線
- アメリカ国道41号線
- アメリカ国道80号線
- アメリカ国道129号線

#### その他の道路
- 州道11号線
- 州道19号線
- 州道22号線
- 州道74号線

#### バス

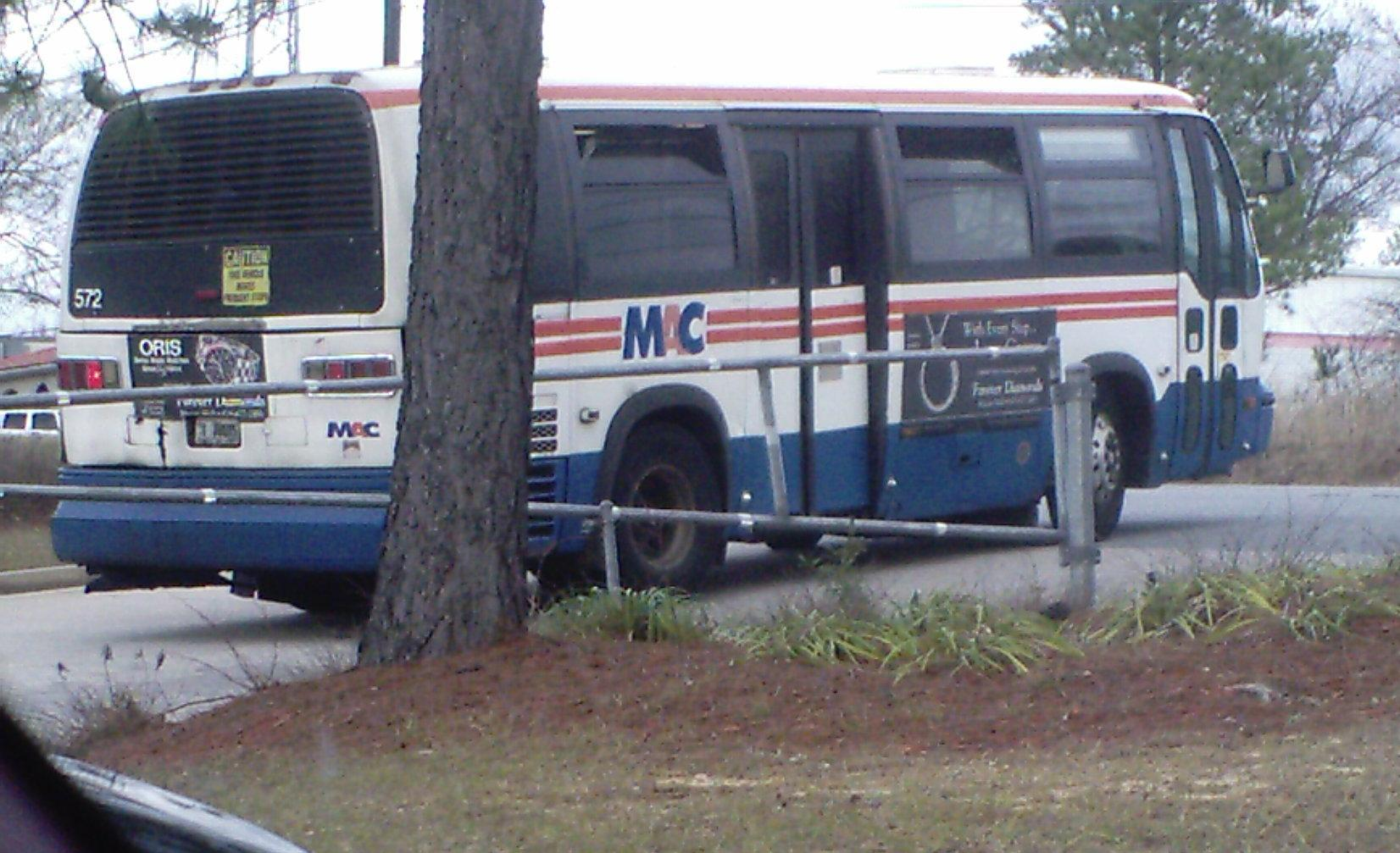
メイコン・トランジット管理局市内バス

メイコン・トランジット管理局はメイコンの公共輸送システムであり、ビッブ郡内のバス便を運行している。しかし、メイコン市や周辺郊外の多くの通勤者は主要交通手段として自家用車を使っているために交通渋滞が激しく、大気汚染が進んでいる。
メイコン・トランジット管理局は路面電車型バス(Tourist trolley)による路線網も有する。これは1999年に運行が始まったもので、ジョージア州音楽の殿堂、ヘイ・ハウスおよびタブマン博物館などメイコン中心街の主な歴史史跡を結んでいる。MITSI、ミス・モリーおよびスウィート・メリッサという3両の車輌があり、それぞれ最大39人まで乗せられる。グレイハウンドはメイコンとアメリカ合衆国やカナダ中の多くの場所とを結ぶ都市間バスを運行している。グレイハウンドのバス停は中心街東端、スプリング通り65番にある。

## スポーツ
| クラブ名                     | スポーツ         | 所属リーグ                                     | 会場                 |
| ジョージア・グウィッズリーズ | バスケットボール | アメリカン・バスケットボール・アソシエーション | メイコン・コロシアム |

| クラブ名               | スポーツ | 所属リーグ             | 会場                               |
| メイコン・ミュージック | 野球     | サウスコースト・リーグ | ルーサー・ウィリアムズ・フィールド |

## 姉妹都市
| - フランス、マコン - ガーナ、エルミナ - 日本、富山県黒部市 | - ロシア、ウリヤノフスク - 大韓民国、果川市 - 中華民国、高雄市 |